# European Champions League 2003-2004 (pallavolo maschile)
La European Champions League di pallavolo maschile 2003-2004 si è svolta dal 9 dicembre 2003 al 28 marzo 2004: al torneo hanno partecipato venti squadre di club europee e la vittoria finale è andata per la seconda volta consecutiva al Volejbol'nyj klub Lokomotiv-Belogor'e.

## Regolamento

### Formula
Le squadre hanno disputato una prima fase a gironi con formula del girone all'italiana con gare di andata e ritorno; al termine della prima fase la prima classificata di ogni girone e la migliore seconda classificata (se tra queste è presente la squadra organizzatrice della Final Four si è qualificata la seconda migliore seconda classificata) hanno disputato play-off a 6, giocati con gare di andata e ritorno, semifinali (a cui si è aggiunta la squadra organizzatrice della Final Four), finale per il terzo posto e finale.

### Criteri di classifica
Sono stati assegnati 2 punti alla squadra vincente e 1 a quella sconfitta.
L'ordine del posizionamento in classifica è stato definito in base a:
- Punti;
- Ratio dei set vinti/persi;
- Ratio dei punti realizzati/subiti.

## Squadre partecipanti
| - Almería - Lokomotiv-Belogor'e - Stella Rossa - Charlottenburg - AZS Częstochowa - Friedrichshafen - ZAKSA - Dukla Liberec - Maaseik - Lube | - Iskra Odincovo - Paris - Pärnu - Olympiakos - Roeselare - Īraklīs Salonicco - Levski Sofia - Tours - Treviso - Vienna hotVolleys |

## Torneo

### Fase a gironi
| Girone A        | Girone B     | Girone C            | Girone D        | Girone E          |
| --------------- | ------------ | ------------------- | --------------- | ----------------- |
| Charlottenburg  | Almería      | Lokomotiv-Belogor'e | Friedrichshafen | Maaseik           |
| AZS Częstochowa | Stella Rossa | Dukla Liberec       | Iskra Odincovo  | ZAKSA             |
| Olympiakos      | Paris        | Lube                | Pärnu           | Levski Sofia      |
| Treviso         | Roeselare    | Īraklīs Salonicco   | Tours           | Vienna hotVolleys |

#### Girone A

##### Risultati
| 10 dicembre 2003 Sporthalle Charlottenburg, Berlino Durata: ? - Spettatori: 2 100    | Charlottenburg  | 3 - 2 | AZS Częstochowa | 22-25, 25-23, 23-25, 25-22, 15-13 |
| 10 dicembre 2003 Peace & Friendship Stadium, Atene Durata: 1h:04 - Spettatori: 300   | Olympiakos      | 0 - 3 | Treviso         | 17-25, 10-25, 22-25               |
| 17 dicembre 2003 Palazzo del Turismo, Jesolo Durata: 1h:31 - Spettatori: 500         | Treviso         | 3 - 1 | Charlottenburg  | 27-25, 21-25, 25-16, 25-14        |
| 17 dicembre 2003 Hala Polonia, Częstochowa Durata: ? - Spettatori: 2 500             | AZS Częstochowa | 2 - 3 | Olympiakos      | 26-24, 17-25, 22-25, 27-25, 5-15  |
| 14 gennaio 2014 Sporthalle Charlottenburg, Berlino Durata: ? - Spettatori: 2 000     | Charlottenburg  | 1 - 3 | Olympiakos      | 22-25, 26-28, 25-18, 17-25        |
| 14 gennaio 2014 Hala Polonia, Częstochowa Durata: 1h:19 - Spettatori: ?              | AZS Częstochowa | 1 - 3 | Treviso         | 25-15, 16-25, 21-25, 16-25        |
| 20 gennaio 2014 Palazzo del Turismo, Jesolo Durata: 1h:21 - Spettatori: 650          | Treviso         | 3 - 1 | AZS Częstochowa | 23-25, 25-19, 25-16, 25-21        |
| 21 gennaio 2014 Peace & Friendship Stadium, Atene Durata: ? - Spettatori: ?          | Olympiakos      | 3 - 0 | Charlottenburg  | 31-33, 25-20, 25-11, 25-21        |
| 28 gennaio 2014 Peace & Friendship Stadium, Atene Durata: ? - Spettatori: 450        | Olympiakos      | 3 - 0 | AZS Częstochowa | 25-22, 25-14, 25-22               |
| 28 gennaio 2014 Sporthalle Charlottenburg, Berlino Durata: 1h:46 - Spettatori: 2 400 | Charlottenburg  | 2 - 3 | Treviso         | 22-25, 22-25, 25-23, 27-25, 9-15  |
| 4 febbraio 2004 Palazzo del Turismo, Jesolo Durata: 1h:09 - Spettatori: 600          | Treviso         | 3 - 0 | Olympiakos      | 25-23, 25-21, 25-17               |
| 4 febbraio 2004 Hala Polonia, Częstochowa Durata: ? - Spettatori: ?                  | AZS Częstochowa | 3 - 0 | Charlottenburg  | 25-8, 25-23, 25-10                |

##### Classifica
| Pos | Squadra         | Pt | G | V | P | SV | SP | Ratio | PF  | PS  | Ratio |
| --- | --------------- | -- | - | - | - | -- | -- | ----- | --- | --- | ----- |
| 1   | Treviso         | 12 | 6 | 6 | 0 | 18 | 5  | 3.600 | 549 | 454 | 1.209 |
| 2   | Olympiakos      | 10 | 6 | 4 | 2 | 12 | 10 | 1.200 | 501 | 480 | 1.043 |
| 3   | AZS Częstochowa | 7  | 6 | 1 | 5 | 9  | 15 | 0.600 | 497 | 528 | 0.941 |
| 4   | Charlottenburg  | 7  | 6 | 1 | 5 | 8  | 17 | 0.470 | 511 | 596 | 0.857 |

#### Girone B

##### Risultati
| 9 dicembre 2003 Salle Pierre Charpy, Parigi Durata: ? - Spettatori: 1 400                 | Paris        | 3 - 1 | Stella Rossa | 25-16, 25-17, 23-25, 25-19        |
| 11 dicembre 2003 Pabellón Municipal Rafael Florido, Almería Durata: ? - Spettatori: 1 100 | Almería      | 1 - 3 | Roeselare    | 17-25, 20-25, 25-17, 27-29        |
| 17 dicembre 2003 Schiervelde, Roeselare Durata: ? - Spettatori: 1 987                     | Roeselare    | 1 - 3 | Paris        | 25-22, 21-25, 18-25, 20-25        |
| 17 dicembre 2003 Šumice Sport Center, Belgrado Durata: ? - Spettatori: 1 500              | Stella Rossa | 2 - 3 | Almería      | 25-23, 25-21, 19-25, 34-36, 5-15  |
| 14 gennaio 2014 Salle Pierre Charpy, Parigi Durata: ? - Spettatori: 300                   | Paris        | 3 - 0 | Almería      | 25-19, 25-17, 25-21               |
| 14 gennaio 2014 Šumice Sport Center, Belgrado Durata: ? - Spettatori: 1 500               | Stella Rossa | 0 - 3 | Roeselare    | 20-25, 16-25, 24-26               |
| 21 gennaio 2014 Schiervelde, Roeselare Durata: ? - Spettatori: 1 789                      | Roeselare    | 3 - 0 | Stella Rossa | 28-26, 27-25, 25-19               |
| 22 gennaio 2014 Pabellón Municipal Rafael Florido, Almería Durata: ? - Spettatori: 1 630  | Almería      | 0 - 3 | Paris        | 19-25, 12-25, 23-25               |
| 29 gennaio 2014 Pabellón Municipal Rafael Florido, Almería Durata: ? - Spettatori: 950    | Almería      | 3 - 2 | Stella Rossa | 22-25, 22-25, 25-19, 25-22, 15-10 |
| 27 gennaio 2014 Salle Pierre Charpy, Parigi Durata: ? - Spettatori: 900                   | Paris        | 3 - 2 | Roeselare    | 22-25, 25-20, 25-23, 25-27, 15-10 |
| 4 febbraio 2004 Schiervelde, Roeselare Durata: ? - Spettatori: 1 950                      | Roeselare    | 3 - 0 | Almería      | 25-20, 25-22, 25-17               |
| 4 febbraio 2004 Šumice Sport Center, Belgrado Durata: ? - Spettatori: 750                 | Stella Rossa | 1 - 3 | Paris        | 18-25, 25-17, 24-26, 26-28        |

##### Classifica
| Pos | Squadra      | Pt | G | V | P | SV | SP | Ratio | PF  | PS  | Ratio |
| --- | ------------ | -- | - | - | - | -- | -- | ----- | --- | --- | ----- |
| 1   | Paris        | 12 | 6 | 6 | 0 | 18 | 5  | 3.600 | 553 | 470 | 1.176 |
| 2   | Roeselare    | 10 | 6 | 4 | 2 | 15 | 7  | 2.142 | 516 | 487 | 1.059 |
| 3   | Almería      | 8  | 6 | 2 | 4 | 7  | 16 | 0.437 | 488 | 530 | 0.920 |
| 4   | Stella Rossa | 6  | 6 | 0 | 6 | 6  | 18 | 0.333 | 509 | 579 | 0.879 |

#### Girone C

##### Risultati
| 9 dicembre 2003 PalaFontescodella, Macerata Durata: 1h:27 - Spettatori: 1 000      | Lube                | 1 - 3 | Īraklīs Salonicco   | 23-25, 20-25, 25-22, 18-25        |
| 9 dicembre 2003 Dukla Arena, Liberec Durata: ? - Spettatori: 700                   | Dukla Liberec       | 0 - 3 | Lokomotiv-Belogor'e | 16-25, 15-25, 20-25               |
| 17 dicembre 2003 Sport Palace Cosmos, Belgorod Durata: 1h:29 - Spettatori: 4 490   | Lokomotiv-Belogor'e | 3 - 1 | Lube                | 20-25, 25-20, 25-20, 25-20        |
| 17 dicembre 2003 Sports Center Evosmos, Salonicco Durata: ? - Spettatori: 300      | Īraklīs Salonicco   | 3 - 0 | Dukla Liberec       | 25-23, 25-23, 25-13               |
| 13 gennaio 2014 PalaFontescodella, Macerata Durata: 1h:08 - Spettatori: 1 610      | Lube                | 3 - 0 | Dukla Liberec       | 25-23, 25-20, 25-19               |
| 14 gennaio 2014 Sports Center Evosmos, Salonicco Durata: ? - Spettatori: 1 650     | Īraklīs Salonicco   | 3 - 0 | Lokomotiv-Belogor'e | 25-17, 25-18, 25-12               |
| 21 gennaio 2014 Sport Palace Cosmos, Belgorod Durata: ? - Spettatori: 5 150        | Lokomotiv-Belogor'e | 3 - 1 | Īraklīs Salonicco   | 25-23, 25-21, 21-25, 25-18        |
| 21 gennaio 2014 Dukla Arena, Liberec Durata: ? - Spettatori: ?                     | Dukla Liberec       | 1 - 3 | Lube                | 21-25, 25-23, 15-25, 15-25        |
| 28 gennaio 2014 Dukla Arena, Liberec Durata: ? - Spettatori: 800                   | Dukla Liberec       | 1 - 3 | Īraklīs Salonicco   | 19-25, 25-21, 36-38, 20-25        |
| 27 gennaio 2014 PalaFontescodella, Macerata Durata: ? - Spettatori: 2 750          | Lube                | 2 - 3 | Lokomotiv-Belogor'e | 25-20, 21-25, 23-25, 25-23, 10-15 |
| 4 febbraio 2004 Sport Palace Cosmos, Belgorod Durata: ? - Spettatori: 5 000        | Lokomotiv-Belogor'e | 3 - 0 | Dukla Liberec       | 25-19, 25-21, 25-23               |
| 4 febbraio 2004 Sports Center Evosmos, Salonicco Durata: 1h:42 - Spettatori: 2 750 | Īraklīs Salonicco   | 3 - 2 | Lube                | 25-14, 24-26, 25-16, 19-25, 15-10 |

##### Classifica
| Pos | Squadra             | Pt | G | V | P | SV | SP | Ratio | PF  | PS  | Ratio |
| --- | ------------------- | -- | - | - | - | -- | -- | ----- | --- | --- | ----- |
| 1   | Īraklīs Salonicco   | 11 | 6 | 5 | 1 | 16 | 7  | 2.285 | 551 | 479 | 1.150 |
| 2   | Lokomotiv-Belogor'e | 11 | 6 | 5 | 1 | 15 | 7  | 2.142 | 496 | 465 | 1.066 |
| 3   | Lube                | 8  | 6 | 2 | 4 | 12 | 13 | 0.923 | 539 | 546 | 0.987 |
| 4   | Dukla Liberec       | 6  | 6 | 0 | 6 | 2  | 18 | 0.111 | 411 | 507 | 0.810 |

#### Girone D

##### Risultati
| 10 dicembre 2003 Sports Hall Iskra, Odincovo Durata: ? - Spettatori: ?      | Iskra Odincovo  | 3 - 2 | Friedrichshafen | 23-25, 21-25, 26-24, 25-16, 21-19 |
| 10 dicembre 2003 Saku Suurhall, Tallinn Durata: ? - Spettatori: 4 000       | Pärnu           | 0 - 3 | Tours           | 21-25, 17-25, 19-25               |
| 16 dicembre 2003 Salle Robert-Grenon, Tours Durata: ? - Spettatori: 2 500   | Tours           | 3 - 1 | Iskra Odincovo  | 16-25, 25-20, 25-23, 27-25        |
| 17 dicembre 2003 Sport Arena, Friedrichshafen Durata: ? - Spettatori: 2 500 | Friedrichshafen | 3 - 0 | Pärnu           | 30-28, 25-21, 25-13               |
| 14 gennaio 2014 Sports Hall Iskra, Odincovo Durata: ? - Spettatori: 1 100   | Iskra Odincovo  | 3 - 0 | Pärnu           | 25-14, 25-20, 25-17               |
| 15 gennaio 2014 Sport Arena, Friedrichshafen Durata: ? - Spettatori: 3 500  | Friedrichshafen | 2 - 3 | Tours           | 22-25, 20-25, 25-17, 27-25, 10-15 |
| 21 gennaio 2014 Salle Robert-Grenon, Tours Durata: ? - Spettatori: ?        | Tours           | 3 - 0 | Friedrichshafen | 25-19, 25-23, 25-16               |
| 20 gennaio 2014 Saku Suurhall, Tallinn Durata: ? - Spettatori: 2 370        | Pärnu           | 0 - 3 | Iskra Odincovo  | 18-25, 19-25, 17-25               |
| 29 gennaio 2014 Saku Suurhall, Tallinn Durata: ? - Spettatori: 1 970        | Pärnu           | 1 - 3 | Friedrichshafen | 18-25, 25-18, 17-25, 23-25        |
| 29 gennaio 2014 Sports Hall Iskra, Odincovo Durata: ? - Spettatori: 1 200   | Iskra Odincovo  | 3 - 1 | Tours           | 25-21, 19-25, 25-22, 25-23        |
| 4 febbraio 2004 Salle Robert-Grenon, Tours Durata: ? - Spettatori: 2 800    | Tours           | 3 - 0 | Pärnu           | 25-22, 25-15, 25-21               |
| 4 febbraio 2004 Sport Arena, Friedrichshafen Durata: ? - Spettatori: ?      | Friedrichshafen | 1 - 3 | Iskra Odincovo  | 22-25, 17-25, 25-23, 19-25        |

##### Classifica
| Pos | Squadra         | Pt | G | V | P | SV | SP | Ratio | PF  | PS  | Ratio |
| --- | --------------- | -- | - | - | - | -- | -- | ----- | --- | --- | ----- |
| 1   | Tours           | 11 | 6 | 5 | 1 | 16 | 6  | 2.666 | 516 | 464 | 1.112 |
| 2   | Iskra Odincovo  | 11 | 6 | 5 | 1 | 16 | 7  | 2.285 | 551 | 481 | 1.145 |
| 3   | Friedrichshafen | 8  | 6 | 2 | 4 | 11 | 13 | 0.846 | 527 | 541 | 0.974 |
| 4   | Pärnu           | 6  | 6 | 0 | 6 | 1  | 18 | 0.055 | 365 | 473 | 0.771 |

#### Girone E

##### Risultati
| 10 dicembre 2003 Expodroom, Bree Durata: ? - Spettatori: 4 000                | Maaseik           | 3 - 0 | Vienna hotVolleys | 25-15, 25-12, 25-22               |
| 10 dicembre 2003 Hala Centrum, Dąbrowa Górnicza Durata: ? - Spettatori: 3 100 | ZAKSA             | 3 - 1 | Levski Sofia      | 22-25, 25-20, 25-15, 25-23        |
| 18 dicembre 2003 Hristo Botev Hall, Sofia Durata: ? - Spettatori: 1 500       | Levski Sofia      | 1 - 3 | Maaseik           | 22-25, 25-19, 18-25, 15-25        |
| 18 dicembre 2003 Budocenter, Vienna Durata: ? - Spettatori: 1 600             | Vienna hotVolleys | 3 - 1 | ZAKSA             | 25-17, 21-25, 25-23, 25-21        |
| 14 gennaio 2014 Expodroom, Bree Durata: ? - Spettatori: 3 660                 | Maaseik           | 3 - 0 | ZAKSA             | 31-29, 25-20, 25-21               |
| 15 gennaio 2014 Budocenter, Vienna Durata: ? - Spettatori: 1 800              | Vienna hotVolleys | 3 - 0 | Levski Sofia      | 25-21, 29-27, 25-21               |
| 21 gennaio 2014 Hristo Botev Hall, Sofia Durata: ? - Spettatori: 500          | Levski Sofia      | 3 - 2 | Vienna hotVolleys | 25-22, 25-23, 23-25, 19-25, 15-8  |
| 21 gennaio 2014 Hala Centrum, Dąbrowa Górnicza Durata: ? - Spettatori: 3 000  | ZAKSA             | 1 - 3 | Maaseik           | 22-25, 21-25, 25-20, 15-25        |
| 28 gennaio 2014 Hala Centrum, Dąbrowa Górnicza Durata: ? - Spettatori: 1 300  | ZAKSA             | 3 - 2 | Vienna hotVolleys | 17-25, 23-25, 25-21, 27-25, 15-13 |
| 28 gennaio 2014 Expodroom, Bree Durata: ? - Spettatori: ?                     | Maaseik           | 3 - 0 | Levski Sofia      | 25-16, 25-22, 25-16               |
| 4 febbraio 2004 Hristo Botev Hall, Sofia Durata: ? - Spettatori: 500          | Levski Sofia      | 3 - 0 | ZAKSA             | 25-23, 25-18, 30-28               |
| 4 febbraio 2004 Budocenter, Vienna Durata: ? - Spettatori: 1 100              | Vienna hotVolleys | 0 - 3 | Maaseik           | 22-25, 11-25, 26-28               |

##### Classifica
| Pos | Squadra           | Pt | G | V | P | SV | SP | Ratio | PF  | PS  | Ratio |
| --- | ----------------- | -- | - | - | - | -- | -- | ----- | --- | --- | ----- |
| 1   | Maaseik           | 12 | 6 | 6 | 0 | 18 | 2  | 9.000 | 498 | 395 | 1.260 |
| 2   | Vienna hotVolleys | 8  | 6 | 2 | 4 | 10 | 13 | 0.769 | 495 | 522 | 0.948 |
| 3   | Levski Sofia      | 8  | 6 | 2 | 4 | 8  | 14 | 0.571 | 473 | 517 | 0.914 |
| 4   | ZAKSA             | 8  | 6 | 2 | 4 | 8  | 15 | 0.533 | 512 | 544 | 0.941 |

### Play-off a 6

#### Andata
| 25 febbraio 2004 Salle Pierre Charpy, Parigi Durata: ? - Spettatori: 1 000   | Paris   | 3 - 1 | Īraklīs Salonicco | 25-22, 22-25, 25-16, 26-24 |
| 25 febbraio 2004 Expodroom, Bree Durata: ? - Spettatori: 4 200               | Maaseik | 0 - 3 | Iskra Odincovo    | 20-25, 20-25, 23-25        |
| 26 febbraio 2004 Palazzo del Turismo, Jesolo Durata: 1h:33 - Spettatori: 900 | Treviso | 1 - 3 | Tours             | 21-25, 28-26, 21-25, 21-25 |

#### Ritorno
| 3 marzo 2004 Sports Center Evosmos, Salonicco Durata: ? - Spettatori: 2 750 | Īraklīs Salonicco | 3 - 0 | Paris   | 25-22, 25-14, 25-23               |
| 3 marzo 2004 Sports Hall Iskra, Odincovo Durata: ? - Spettatori: 1 500      | Iskra Odincovo    | 3 - 0 | Maaseik | 25-20, 29-27, 25-22               |
| 3 marzo 2004 Salle Robert-Grenon, Tours Durata: 1h:41 - Spettatori: 3 500   | Tours             | 2 - 3 | Treviso | 21-25, 19-25, 25-21, 25-19, 10-15 |

#### Squadre qualificate
- Lokomotiv-Belogor'e[1]
- Iskra Odincovo
- Īraklīs Salonicco[2]
- Tours[2]

### Final Four
|  | Semifinali          | Semifinali          | Semifinali          |                     |                | Finale             | Finale             | Finale             |  |
|  |                     |                     |                     |                     |                |                    |                    |                    |  |
|  | Iskra Odincovo      | Iskra Odincovo      | 3                   |                     |                |                    |                    |                    |  |
|  | Iskra Odincovo      | Iskra Odincovo      | 3                   |                     |                |                    |                    |                    |  |
|  | Īraklīs Salonicco   | Īraklīs Salonicco   | 0                   |                     |                |                    |                    |                    |  |
|  | Īraklīs Salonicco   | Īraklīs Salonicco   | 0                   |                     | Iskra Odincovo | Iskra Odincovo     | 2                  |                    |  |
|  |                     |                     |                     |                     | Iskra Odincovo | Iskra Odincovo     | 2                  |                    |  |
|  |                     |                     | Lokomotiv-Belogor'e | Lokomotiv-Belogor'e | 3              |                    |                    |                    |  |
|  | Lokomotiv-Belogor'e | Lokomotiv-Belogor'e | Lokomotiv-Belogor'e | Lokomotiv-Belogor'e | 3              | 3                  |                    |                    |  |
|  | Lokomotiv-Belogor'e | Lokomotiv-Belogor'e |                     |                     |                | 3                  |                    |                    |  |
|  | Tours               | Tours               | 0                   |                     |                | Finale 3º/4º posto | Finale 3º/4º posto | Finale 3º/4º posto |  |
|  | Tours               | Tours               | 0                   |                     |                |                    |                    |                    |  |
|  |                     |                     |                     |                     |                |                    |                    |                    |  |
|  |                     |                     |                     |                     |                | Īraklīs Salonicco  | Īraklīs Salonicco  | 0                  |  |
|  |                     |                     |                     |                     |                | Īraklīs Salonicco  | Īraklīs Salonicco  | 0                  |  |
|  |                     |                     |                     |                     |                | Tours              | Tours              | 3                  |  |

#### Semifinali
| 27 marzo 2004 Sports Palace Cosmos, Belgorod Durata: ? - Spettatori: 4 800 | Iskra Odincovo      | 3 - 0 | Īraklīs Salonicco | 25-22, 25-22, 25-23 |
| 27 marzo 2004 Sports Palace Cosmos, Belgorod Durata: ? - Spettatori: 5 000 | Lokomotiv-Belogor'e | 3 - 0 | Tours             | 25-20, 25-16, 25-17 |

#### Finale 3º posto
| 28 marzo 2004 Sports Palace Cosmos, Belgorod Durata: ? - Spettatori: 4 900 | Īraklīs Salonicco | 2 - 3 | Tours | 18-25, 25-23, 25-20, 17-25, 13-15 |

#### Finale
| 28 marzo 2004 Sports Palace Cosmos, Belgorod Durata: ? - Spettatori: 5 100 | Iskra Odincovo | 0 - 3 | Lokomotiv-Belogor'e | 21-25, 19-25, 15-25 |